# NSB Type 22
Die norwegischen Dampflokomotiven der Type 22 wurde zwischen 1906 und 1908 von Thunes mekaniske verksted und Hamar Jernstøberi (deutsch Eisengießerei Hamar) für die Norges Statsbaner (NSB), die staatliche Bahngesellschaft in Norwegen, gebaut.

## Geschichte
Die Lokomotiven waren für Güterzüge vorgesehen. Nr. 145 und 146 wurden von Thunes 1906 gebaut. Es folgten vom selben Hersteller die Nr. 190 und 191 im Jahre 1908, im selben Jahr lieferte Hamar Jernstøberi die Lokomotiven Nr. 192 und 193.
Die beiden ersten Lokomotiven wurden zuerst auf der Kristiania–Gjøvikbanen (KGB, Gjøvikbanen) eingesetzt, obwohl sie für den Einsatz als Schneepfluglok für die Bergenbahn konzipiert wurden. Ab 1908 erfolgte dann der Einsatz zusammen mit den Schneeschleudern im Winter auf der Bergenbahn, der bis 1946 währte. Ansonsten war die Beförderung von Güterzügen ihr Aufgabengebiet. Dann wurden sie nach Drammen verlegt, um im Distrikt Oslo auf Valdresbanen, Gjøvikbanen, Randsfjordbanen und Krøderbanen für Güterzüge Verwendung zu finden.
Als Weiterentwicklung wurde anschließend die NSB Type 24 gebaut.

### NSB Type 22a
Die Lokomotiven wurden als Nassdampf-Verbunddampflokomotiven geliefert und hatten die Baureihenbezeichnung NSB 22a.

### NSB Type 22b
Im Laufe der Betriebsjahre wurden die sechs vorhandenen Lokomotiven auf Heißdampf umgebaut. Mit dem Umbau änderte sich die Baureihenbezeichnung in 22b. Allerdings zog sich dieser Umbau über 18 Jahre hin. Nach der ersten Lok, der 191 im Juni 1930, dauerte es acht Jahre, bis als nächste die 193 im Oktober 1938 zur Heißdampfmaschine wurde. Der Rest folgte: 192 im Juni 1941, 144 im Februar 1942, 145 im Mai 1942, 190 im September 1948.

### NSB Type 22c
Ein weiterer Umbau, bei dem die Heizfläche von 108,3 m2 auf 116,3 m2 sowie die Überhitzerfläche von 36,3 m2 auf 55,6 m2 vergrößert werden sollte, unterblieb. Für diese Variante war bereits die Baureihenbezeichnung NSB 22c vorgesehen.

## Verbleib
Die Lokomotiven wurden zwischen 1956 und 1958 abgestellt und verschrottet, die letzte war 22b 191 am 28. Oktober 1958.